# Artjom Andrejewitsch Tschubarow
Artjom Andrejewitsch Tschubarow (russisch Артём Андреевич Чубаров; * 13. Dezember 1979 in Gorki, Russische SFSR) ist ein ehemaliger russischer Eishockeyspieler und heutiger -trainer. Seit 2022 ist er Assistenztrainer bei HK Metallurg Magnitogorsk.

## Karriere
Artjom Tschubarow begann seine Karriere als Eishockeyspieler in seiner Heimatstadt im Nachwuchsbereich von Torpedo Nischni Nowgorod, für dessen Profimannschaft er in der Saison 1996/97 sein Debüt in der zweitklassigen Wysschaja Liga gab. Als Zweitligameister stieg der Angreifer in dieser Spielzeit mit Nowgorod in die Superliga auf. Er selbst wechselte jedoch zum HK Dynamo Moskau, mit dem er auf europäischer Ebene 1998 und 1999 jeweils den zweiten Platz in der European Hockey League belegte. Dabei scheiterte er mit seinem Team an der VEU Feldkirch aus Österreich sowie dem Ligarivalen HK Metallurg Magnitogorsk. An Metallurg scheiterte er mit Dynamo in der Saison 1998/99 auch im Playoff-Finale um die russische Meisterschaft.

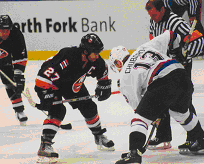
Michael Peca (links) und Artjom Tschubarow beim Bully (Saison 2002/03)

Während seiner Zeit bei Dynamo Moskau wurde der Linksschütze im NHL Entry Draft 1998 in der zweiten Runde als insgesamt 31. Spieler von den Vancouver Canucks ausgewählt. Für die Kanadier spielte er von 1999 bis 2004 regelmäßig in der National Hockey League, kam zu Beginn jedoch auch für deren Farmteams Syracuse Crunch und Manitoba Moose in der American Hockey League sowie die Kansas City Blades in der International Hockey League zum Einsatz.
Zur Saison 2004/05 kehrte Tschubarow nach in die russische Superliga zurück, in der er einen Vertrag bei seinem Ex-Club HK Dynamo Moskau erhielt. Mit den Hauptstädtern wurde er in dieser Spielzeit erstmals Russischer Meister. Im Anschluss an diesen Erfolg unterschrieb der ehemalige Nationalspieler beim HK Awangard Omsk, mit dem er 2006 Vizemeister wurde. Auf europäischer Ebene belegte er mit Awangard in der Saison 2006/07 hinter dem HK Junost Minsk aus Weißrussland den zweiten Platz im IIHF Continental Cup. Für die Saison 2008/09 wechselte er zu Torpedo Nischni Nowgorod, bei dem er zwölf Jahre zuvor seine Profikarriere begonnen hatte. Für Torpedo erzielte er in der neu gegründeten Kontinentalen Hockey-Liga in 43 Spielen insgesamt vier Tore und bereitete weitere 17 vor. Am Saisonende wurde sein Vertrag jedoch nicht mehr verlängert. Im Februar 2010 wurde er zum dritten Mal von Dynamo Moskau verpflichtet. Bis Saisonende absolvierte er zwei Spiele, ehe er seine Karriere beendete. 
Zwischen 2014 und 2022 war Tschubarow Assistenztrainer bei Torpedo Nischni Nowgorod und wechselte zur Saison 2022/23 in gleicher Position zum HK Metallurg Magnitogorsk.

### International
Für Russland nahm Tschubarow an den Junioren-Weltmeisterschaften 1998 und 1999 sowie dem World Cup of Hockey 2004 teil.

## Erfolge und Auszeichnungen
- 1997 Meister der Wysschaja Liga und Aufstieg in die Superliga mit Torpedo Nischni Nowgorod
- 1998 Zweiter Platz in der European Hockey League mit dem HK Dynamo Moskau
- 1999 Zweiter Platz in der European Hockey League mit dem HK Dynamo Moskau
- 1999 Russischer Vizemeister mit dem HK Dynamo Moskau
- 2005 Russischer Meister mit dem HK Dynamo Moskau
- 2006 Russischer Vizemeister mit dem HK Awangard Omsk
- 2007 Zweiter Platz beim IIHF Continental Cup mit dem HK Awangard Omsk
- 2007 Bester Stürmer des IIHF Continental Cup

### International
- 1998 Silbermedaille bei der Junioren-Weltmeisterschaft
- 1999 Goldmedaille bei der U20-Junioren-Weltmeisterschaft